# 통합 성능 프리미티브
통합 성능 프리미티브(Integrated Performance Primitives) 또는 인텔 IPP는 다양한 인텔 아키텍처에 고도로 최적화되어 즉시 사용 가능한 도메인별 기능으로 구성된 광범위한 라이브러리이다. 로열티가 없는 API는 개발자가 SIMD(단일 명령어, 다중 데이터) 명령어를 활용할 수 있도록 도와준다.
라이브러리는 인텔 및 호환 프로세서를 지원하며 리눅스, macOS 및 마이크로소프트 윈도우에서 사용할 수 있다. 별도로 또는 Intel oneAPI Base Toolkit의 일부로 사용할 수 있다.
인텔 IPP 릴리스는 의미 있는 버전 관리 스키마를 사용하므로 주요 버전이 1년(YYYY)처럼 보이지만 기술적으로는 1년이 아니다. 따라서 매년 변경되지 않을 수도 있다.

## 기능
이 라이브러리는 MMX, SSE, SSE2, SSE3, SSSE3, SSE4, AVX, AVX2, AVX-512, AES-NI, 멀티 코어 프로세서를 포함한 프로세서 기능의 이점을 취한다. 인텔 IPP는 다음 기능을 포함한다:
- 영상 코덱
- 오디오 코덱
- JPEG/JPEG 2000/JPEG XR
- 컴퓨터 비전
- 암호학
- 데이터 압축
- 색 관리
- 디지털 화상 처리
- 광선 추적 및 렌더링
- 신호 처리
- 음성 부호화
- 음성 인식
- 문자열 처리
- 벡터 및 매트릭스 연산

## 역사
- 버전 2.0
- 버전 3.0
- 버전 4.0
- 버전 5.1
- 버전 5.2
- 버전 6.1
- 버전 7.1
- 버전 8.0
- 버전 8.1
- 버전 8.2
- 버전 9.0
- 버전 9.0 업데이트 1
- 버전 9.0 업데이트 2
- 버전 9.0 업데이트 3
- 버전 9.0 업데이트 4
- 버전 2017 초기 릴리스
- 버전 2017 업데이트 1
- 버전 2017 업데이트 2
- 버전 2017 업데이트 3
- 버전 2018 초기 릴리스
- 버전 2018 업데이트 1
- 버전 2018 업데이트 2
- 버전 2018 업데이트 2.1
- 버전 2018 업데이트 3
- 버전 2018 업데이트 3.1
- 버전 2018 업데이트 4
- 버전 2019 초기 릴리스
- 버전 2019 업데이트 1
- 버전 2019 업데이트 2
- 버전 2019 업데이트 3
- 버전 2019 업데이트 4
- 버전 2019 업데이트 5
- 버전 2020 초기 릴리스
- 버전 2020 업데이트 1
- 버전 2020 업데이트 2
- 버전 2020 업데이트 3
- 버전 2021 초기 릴리스
- 버전 2021.1
- 버전 2021.2
- 버전 2021.3
- 버전 2021.4
- 버전 2021.5
- 버전 2021.6
- 버전 2021.7
- 버전 2021.8
- 버전 2021.9.0
- 버전 2021.9.1
- 버전 2021.10.0
- 버전 2021.10.1
- 버전 2021.11.0